# Telos Language Partner
Telos Language Partner (TLP) ist eine auf ToolBook basierte netzwerkfähige Sprachlernanwendung. Sie unterstützt Selbstlernszenarien multimedial und umfasst Autorenfunktionen zur Erstellung und Weiterbearbeitung von Selbstlernmaterialien. Außerdem ermöglicht sie die unkomplizierte Durchführung netzwerkgestützter Sprachtests.
Der didaktische Ansatz orientiert sich konsequent an konstruktivistischen Grundsätzen des Fremdsprachenlernens.
Kernstück der Software ist eine Kollektion multimedialer Lernmaterial-Schablonen, die an die Anforderungen prototypischer Sprachlernaktivitäten unterschiedlichster kommunikativer, lexikalischer und grammatischer Prägung angepasst sind. Diese Schablonen sind jeweils in einem Lernmodus oder in einem Bearbeitungsmodus zugänglich; sie bilden so eine multimediale Drehscheibe für komplementäre Lehrer- und Lernerfunktionen.
Die Software ist 1998 ist aus einem vom Lehrstuhl für Angewandte Linguistik des Englischen der Universität Tübingen koordinierten EU-Projekt hervorgegangen, wird dort seitdem stetig weiterentwickelt und umfasst auch einen WebConverter, mit dem die erstellten Lernmodule schnell online gebracht werden können (Web Based Training). Außerdem existiert bereits ein reichhaltiger Fundus an fertigen Lernmodulen, die, wie die Software selbst, zur nichtkommerziellen Nutzung Lehrern und Lernern kostenlos zur Verfügung stehen.
Telos Language Partner findet unter anderem Verwendung im Rahmen der folgenden EU-geförderten Projekte:
- Backbone - Corpora for Content & Language Integrated Learning (LLP KA2 Languages 2008–2010)
- PELLIC - Practice Enterprise for Language Learning & Intercultural Communication (LLP KA2 Languages 2009–2011)
- SACODEYL - System aided compilation and open distribution of European youth language (Socrates-Minerva 2005–2008)
- EnTecNet - Environmental Technology Communication in German (LdV 2004–2007)
- CIP - Communication in International Projects (LdV 2004–2007)
- DEUMA - Deutsch im Maschinenbau (LdV 2001–2004)
- ILEGEFOS - Interactive Learning of Vocational German for Forestry Staff (LdV 2001–2003)